# Степанов, Алексей Николаевич (скульптор)
Алексе́й Никола́евич Степа́нов (укр. Олексій Миколайович Степанов; род. 25 ноября 1976, Киев) — украинский скульптор, художник, художник-реставратор, дизайнер. Его произведения украшают развлекательные заведения, музеи и парки Украины, Европы и США.

## Биография
Родился в семье архитекторов, художников Николая Ивановича и Нели Алексеевны Степановых.
В 1991—1992 годах играл в качестве голкипера в молодёжной команде киевского «Динамо», в 1993—1995 — в футбольном клубе «Льеж». В это же время поступил в Королевскую академию изящных искусств Льежа, где учился на факультете живописи и факультете скульптуры.
Окончив академию в 1999 году, работал в бельгийской фирме Resitec, где занимался производством копий музейных экспонатов для сувенирных магазинов Британского музея и парижского Лувра.
В 1999—2002 годы работал скульптором и художником-оформителем в компании Giant в Вавре (Бельгия), где занимался архитектурным оформлением парижских Диснейленда и парков (студии Уолта Диснея, Астерикс, Багатель, Шесть флагов), бельгийских Валиби, аквапарка Аквалиби (Вавр), Антверпенского зоопарка, сафари-парка Le Monde Sauvage,  парка «Мини-Европа», киноцентра Kinepolis, аквапарка Océade.
В 2002 г. открыл в Льеже дизайн-студию Art atelier.
В 2001—2002 годы жил в Майами, проводил персональные выставки художественных работ.
В 2003—2005 годы работал над проектами парков в Лос Анджелесе, участвовал в работе двух коммерческих палат (Huntington Beach, Silver Lake); кроме того, проводил персональные выставки и создавал дизайн-проект ветеринарной клиники в Калифорнии.
С 2005 года выполняет частные и муниципальные заказы в городах Украины (Киевская, Тернопольская области, Харьков).
С 2008 г. сотрудничает с украинскими телевизионными каналами в качестве дизайнера (проект «Ремонт +» на канале «1+1»; передача «Квадратный метр» на канале «Интер»).
Создал компанию «ART Stepanov», занимающуюся дизайн-проектированием аквапарков, зоопарков, тематических парков, плавательных бассейнов, подпорных стенок, водопадов.

## Творчество
Стремится создавать уникальные парки, которые станут источником улучшения благосостояния и жизни людей; создавать архитектурные шедевры; реализовать концепции с положительным влиянием на экономическое положение региона (дополнительные рабочие места, привлечение новых посетителей, развитие туристической отрасли, расширение инфраструктуры).
В числе реализованных проектов:
- декор террариумов Антверпенского зоопарка[4]
- скульптурные группы в парке села Чагары (Тернопольская область, 2008—2009)[4]
- скульптура «Ангел с крестом» — Чортков (Тернопольская область)[5]
- дизайн-проект развлекательных объектов в парке культуры и отдыха имени М. Горького — Харьков (2011—2012)[6].
- акваленд «У Лукоморья» — Евпатория (2013)[источник не указан 3774 дня]
- аквапарк «Атлантида» — Ялта (2013)[источник не указан 3774 дня].

### Хобби
тренер голкиперов для детей и инвалидов в г. Киеве.